# Park im. Szarych Szeregów
Park im. Szarych Szeregów (do 27 maja 1994 r. Park im. „Promienistych”) – park w Łodzi, położony pomiędzy ulicami Głowackiego, Staszica, Plater, Górniczą, Marysińską oraz ul. Boya-Żeleńskiego. Powierzchnia: 15,0 ha.

## Historia
Park powstał w latach 1961–1964 na terenach, które w czasie okupacji leżały w granicach getta żydowskiego. Na potrzeby parku wyburzono część starej zabudowy i wyrównano teren. W latach 50. teren był bardzo zaniedbany, tworzyło się tam wysypisko śmieci. Park zaprojektowany przez K. Chrabelskiego oprócz zagospodarowania zieleni obejmował także budowę całego kompleksu wypoczynkowego.
W południowej części parku wybudowano basen z brodzikiem dla dzieci, boiska do siatkówki i badmintona, ogród jordanowski i sztuczne lodowisko. Dziś skorzystać możemy tylko z Pływalni „Promienistych”. W parku swój początek ma Szlak pamięci ofiar hitlerowskiego ludobójstwa.
W okolicy placu zabaw stoi pomnik-głaz ustawiony w parku 12 maja 1963 roku dla upamiętnienia działalności Młodzieżowego Oddziału Gwardii Ludowej „Promieniści”. Odsłonięcie pomnika odbyło się w 20. rocznicę bitwy, którą „Promieniści” stoczyli pod Głownem z Niemcami. Na pomniku wyryty jest (dziś bardzo nieczytelny) napis o treści:

W hołdzie bohaterskim bojownikom łódzkiej organizacji młodzieżowej, w dwudziestą rocznicę walk z hitlerowskim okupantem, park ten zostaje nazwany imieniem Promienistych. Harcerze Chorągwi Łódzkiej 1963 roku.

W latach 2004–2005 przeprowadzono modernizację parku, m.in. przebudowano alejki, uzupełniono nasadzenia, odnowiono pomnik. Przed pomnikiem Pękniętego Serca powstał wybrukowany plac, również główne alejki zostały wybrukowane, a pozostałe są glinkowo-żwirowe.
Z ciekawszych gatunków w parku rosną m.in. wiąz górski odmiany Camperdowna, tzw. wiąz płaczący (rośnie przy głównej alei w północnej części parku), klon pospolity odmiany Drummonda (rośnie już na terenie pływalni, tuż przy ogrodzeniu).

### Pomnik Martyrologii Dzieci

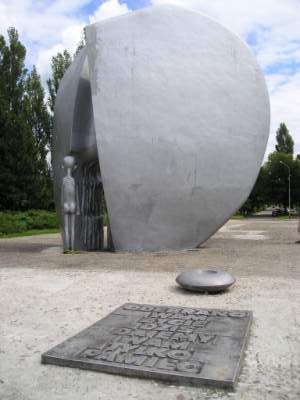
Pomnik Martyrologii Dzieci

Większa część parku rozciąga się po północnej stronie ul. Boya-Żeleńskiego pomiędzy ulicami Staszica, Plater, Górniczą i Marysińską. W środkowej części parku, na wysokości ul. Brackiej znajduje się Pomnik Martyrologii Dzieci, tzw. Pomnik Pękniętego Serca, autorstwa Jadwigi Janus, którego odsłonięcie nastąpiło 9 maja 1971 roku, w 26. rocznicę zwycięstwa nad faszyzmem. Pomnik ma kształt ośmiometrowego pękniętego serca, w którego szczelinie stoi postać wychudzonego chłopca o nieproporcjonalnej budowie. Postać zaprojektowano na podstawie zdjęcia byłego więźnia obozu dziecięcego Edwarda Barana. Na płycie przy pomniku znajduje się napis:

Odebrano Wam życie, dziś dajemy Wam tylko pamięć.

Pomnik powstał dla upamiętnienia dzieci zamordowanych w tzw. prewencyjnym obozie policji bezpieczeństwa dla młodzieży polskiej w Łodzi (Polen-Jugendverwahrlager der Sicherheitspolizei). Obóz założony w grudniu 1942 roku w kwadracie ulic Plater, Brackiej, Górnicza, Sporna, otoczony był wysokim murem, na rogach zamontowano reflektory i wieżyczki strzelnicze. Według założeń miał być miejscem przetrzymywania młodzieży przyłapanej na drobnych kradzieżach lub której rodzice zostali aresztowani, lub straceni. Zarządzenie Głównego Urzędu Bezpieczeństwa Rzeszy mówiło, iż do obozu powinno się kierować „przestępców lub dzieci zaniedbane od 8 do 16 lat”. Dzieci które ukończyły 16 lat wywożone były do obozów koncentracyjnych dla dorosłych. Przez obóz do 18 stycznia 1945 roku, kiedy obóz został wyzwolony, przeszło około kilka-kilkanaście tysięcy dzieci, w wieku od 8 do 16 lat (nie jest znana dokładna liczba ofiar, gdyż Niemcy zabrali lub zniszczyli dokumentację obozu podczas ewakuacji). Głód, praca ponad siły, fatalne warunki sanitarne, brutalne traktowanie młodocianych więźniów powodowały wysoką śmiertelność, wyzwolenia doczekał się niecały tysiąc dzieci.

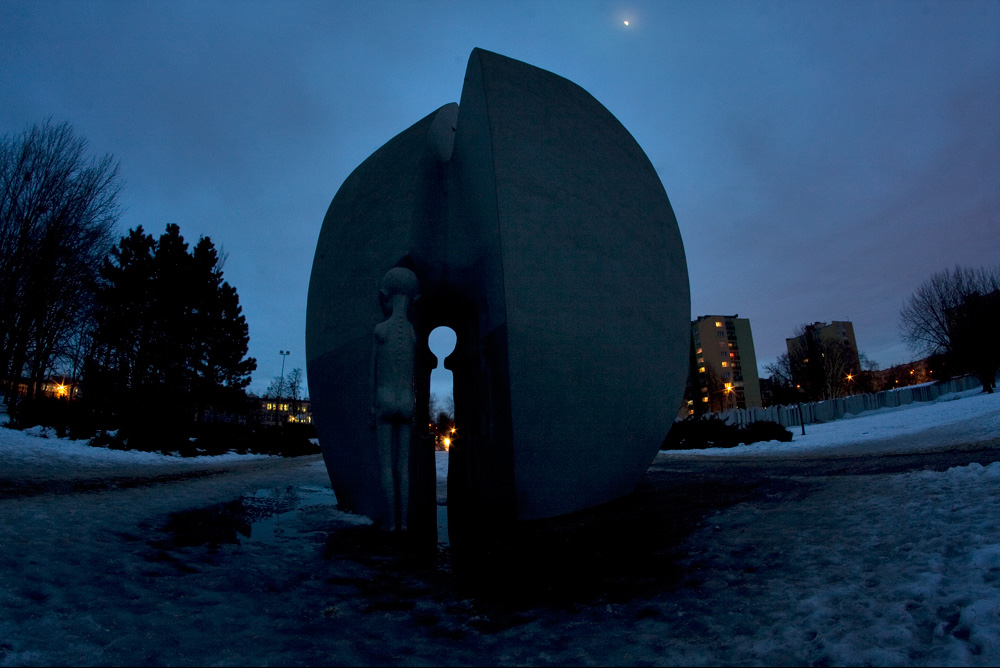
Pomnik w parku im. Szarych Szeregów

Pomnik powstał z inicjatywy wychowanków Ośrodka Szkolno-Wychowawczego dla Dzieci Głuchych w Przemyślu. Akt erekcyjny wmurowano 13 września 1969 roku, zapisano w nim:

Niech przekaże przyszłym pokoleniom nasze wspólne wołanie: nigdy więcej wojny, nigdy więcej obozów.

Co roku 1 czerwca, w Międzynarodowy Dzień Dziecka o godz. 12.00 przed pomnikiem odbywają się uroczystości, na które przyjeżdżają Członkowie Koła Byłych Więźniów Hitlerowskiego Obozu Koncentracyjnego Dla Dzieci i Młodzieży w Łodzi. Od 1988 roku wręczane są również medale „Serce – Dziecku”. Kapituła Medalu składa się z uczniów gimnazjów i szkół średnich i co roku wyróżnia do 10 dorosłych, które w specjalny sposób zasłużyły się w pracy na rzecz dzieci. Wśród wyróżnionych znaleźli się nauczyciele, pedagodzy, działacze organizacji charytatywnych.